# Stadtwerke Lemgo

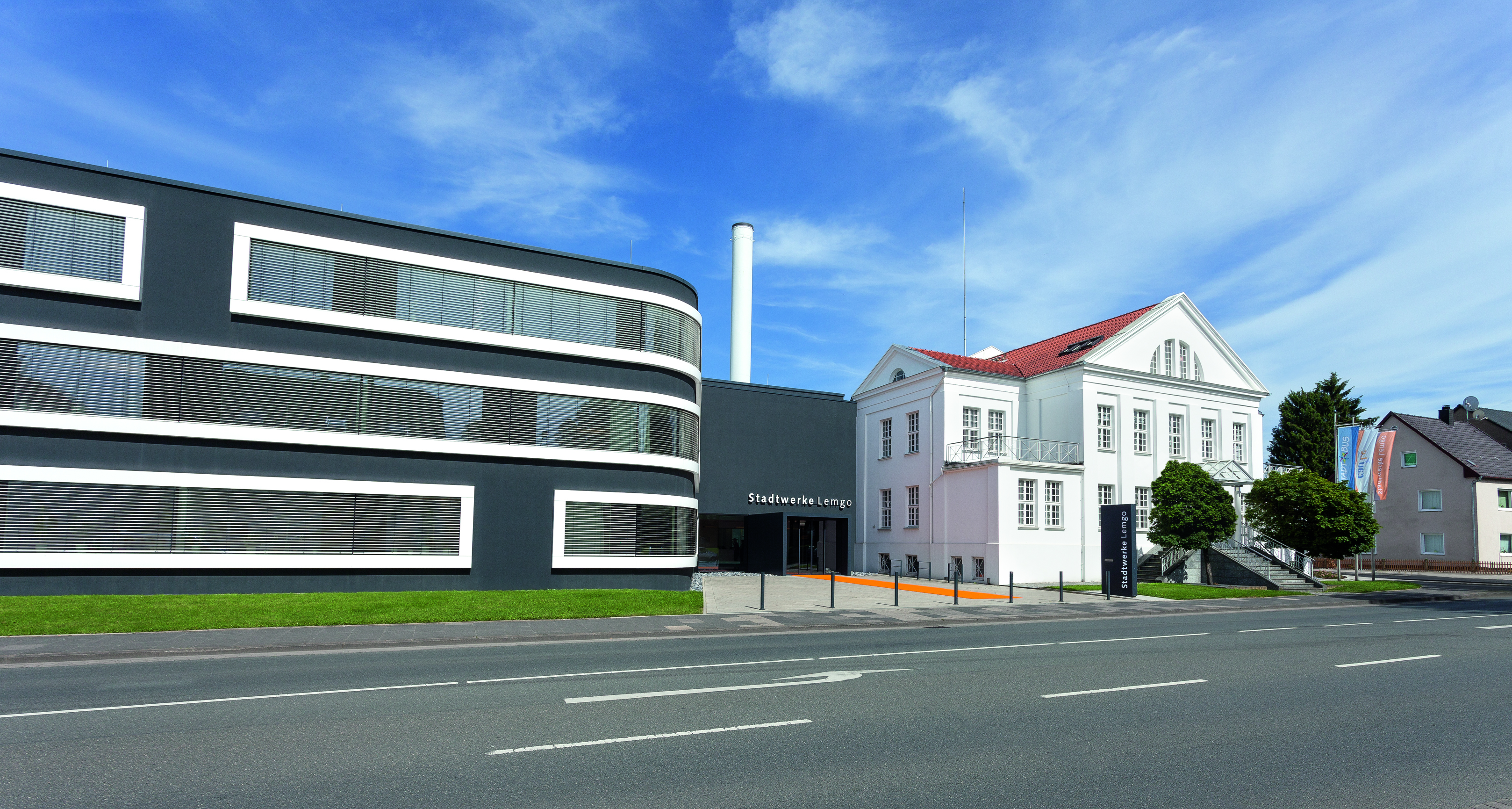
Die Verwaltungsgebäude der Stadtwerke Lemgo GmbH am Bruchweg 24.

Die Stadtwerke Lemgo GmbH ist ein kommunaler Energiedienstleister in Ostwestfalen-Lippe, der Strom, Gas, Wasser und Fernwärme bereitstellt. Die Stadtwerke sind zu 100 % eine Tochtergesellschaft der Stadt Lemgo. Die circa 190 Mitarbeiter, inklusive 14 Auszubildenden werden in den betrieblichen Erzeugungsanlagen, auf Baustellen, in der Verwaltung, im e·u·z Energie + Umweltzentrum, im Stadtbus-Zentrum oder im Eau-Le Freizeitbad · Aqua Sports · Saunaland eingesetzt.

## Geschichte & Entwicklung

### Energieerzeugung auf moderne Art
Die Geschichte der Stadtwerke Lemgo GmbH reicht bis ins Jahr 1898 zurück, als die Gründer der Stadtwerke in Lemgo die öffentliche Trinkwasserversorgung übernahmen. Bis dato wurde die Stadt Lemgo schon seit 1864 mit Gas versorgt. Die Gründung der Stadtwerke trat aber erst mit der Übernahme der Trinkwasserversorgung in Kraft.
Die Stromversorgung begann 13 Jahre später mit zwei Dieselmaschinen im Jahre 1911. 1963 wurde mit einer ersten Gasturbine die Basis für das heutige Kraft-Wärme-Kopplungssystem gelegt. Darauf aufbauend wurde das Tätigkeitsfeld der Stadtwerke Lemgo GmbH 1950 mit der Flüssiggasversorgung und 1965 durch die Fernwärmeversorgung erweitert. Schon seit dem Jahr 1989 leisten die Stadtwerke mit dem Energie + Umweltzentrum eine neutrale Energiesparberatung.
1994 wurde die Infrastruktur und das Verkehrsnetz der Stadt Lemgo durch den Stadtbus erweitert. Während anfänglich drei Linien zur Verfügung standen, wurde das Netz im Laufe der Zeit durch die vierte und später fünfte Linie ausgebaut. Dazu wurde der Viertel Stundentakt Stadtbus eingeführt. Schlag auf Schlag ging es dann als im Jahr 1996 die Stadtwerke den Einwohnern der Stadt weiteren Parkraum zur Verfügung gestellt haben. Neben dem Parkhaus „Wüste“, der Parkpalette „Bruchweg“, dem Parkplatz „Langenbrücker Tor“ und dem Parkhaus „Campus parken“ bewirtschaften die Stadtwerke Lemgo die Parkplätze in der Innenstadt im Auftrag der Stadt Lemgo. Weiterhin wurde auch ein Parkhaus am Klinikum Lippe-Lemgo eröffnet. 1998 ist das Eau-Le Freizeitbad·AquaSports·Saunaland zugänglich gemacht worden. Das dazugehörige Saunaland folgte dann 2000.
Seit 2012 setzen die Energiedienstleister der Stadtwerke Lemgo GmbH, die Kraftwirte, für die Kunden Energiekonzepte um. Ein weiteres Projekt in jüngster Vergangenheit (2022) ist die Inbetriebnahme der Anlagen des i-KWK Projekts.

## Produkte

### Erdgasversorgung (1864)
Das Erdgas ist der Energieträger für die Kraft-Wärme-Kopplungs-Anlagen der Stadtwerke Lemgo GmbH, in denen Strom und Wärme produziert wird. Über das 214 Kilometer lange Versorgungsnetz beliefern die Stadtwerke Lemgo GmbH mehr als 7750 Haushalte sowie Gewerbe- und Industriekunden in Lemgo. Denn Erdgas ist ein Energieträger, der Wirtschaftlichkeit und Klimaschutz in sich vereint und noch über viele Jahre zur Verfügung steht.
Das Erdgas wird über den Handel an den Spot- und Terminmärkten der Energiebörse beschafft.

### Trinkwasserversorgung (1898)
In Lemgo besitzt das Leitungswasser eine zertifizierte Qualität, da es naturbelassenes Trinkwasser ist, das keinerlei Aufbereitung benötigt. Die topografische Lage, der Waldbestand und Brunnen mit einer Entnahmetiefe von bis zu 190 Metern sorgen für diese Beschaffenheit. Mit 15 Brunnen fördern die Stadtwerke Lemgo GmbH jährlich mehr als 2,5 Millionen Kubikmeter Trinkwasser. Das Trinkwasser wird über das Versorgungsnetz für fast 11.000 Lemgoer Haushalte bereitgestellt. Die Wasserqualität wird durch regelmäßige Wasserkontrollen durch unabhängige Institute geprüft und es wird ein nachhaltiger, regionaler Gewässerschutz sichergestellt. Dabei wird das Unternehmen von der „Kooperationsgemeinschaft Landwirtschaft/Wasserwirtschaft in Lippe“ unterstützt: Im Rahmen der Kooperation bewirtschaften rund 200 Landwirte ihre Höfe freiwillig so umweltgerecht, dass sie das Grundwasser seit rund zwei Jahrzehnten nachhaltig schonen.

### Strom (1911)
Die Grundversorgung der Stadtwerke Lemgo GmbH beliefert die Kunden des Unternehmens mit Strom und die Haushalte mit elektrischer Energie. Der größte Teil des benötigten Stroms wird in umwelt- und klimaschonenden Kraft-Wärme-Kopplungsanlagen erzeugt oder durch erneuerbare Energie bereitgestellt. Zwei Gasturbinen-Heizkraftwerke und neun Blockheizkraftwerke (BHKW) werden für die Stromproduktion eingesetzt, hinzu kommen Windkraft- und Photovoltaikanlagen sowie Wasserkraft- und Biomasseanlagen.
Seit 2008 wird in der Vertriebsgesellschaft „Energie für Regionen Ostwestfalen Lippe GmbH“ das Stromprodukt „JürgenStrom“ vermarktet. Daneben wurden verschiedene Kooperationen mit dem Zweck der Strom- und Gaslieferungen an externe Kunden abgeschlossen. Neben den vertrieblichen Aktivitäten dehnen die Stadtwerke Lemgo GmbH den Anteil an Stromerzeugung aus alternativen Quellen aus. In eigenen Gesellschaften und auch in Kooperationen werden Projekte zu Photovoltaik und Windkraft umgesetzt. Dieses geschieht überwiegend in Zusammenarbeit mit anderen Stadtwerken, Kommunen und dem Kreis Lippe.

### Fernwärme (1965)
Mit der Fernwärme der Stadtwerke werden die Kunden durch die Heiztechnologie und die Brennstoffbeschaffung abgesichert. Der Fernwärmeanschluss liefert per Übergabestation genau die Wärme- und Warmwassermenge, die benötigt wird. Die Fernwärme wird zentral in Blockheizkraftwerken und Heizkraftwerken mithilfe von Erdgas erzeugt und direkt an die Kunden geliefert. Etwa 110 °C heißes Wasser ist dabei der Wärmelieferant. Das Wasser fließt von den Kraft-Wärme-Kopplungs-Anlagen über das unterirdische Leitungsnetz zu den Übergabestationen. Dort erhitzt es das Heizungswasser der Haushalte und Betriebe und fließt nach der Nutzung abgekühlt zum Kraftwerk zurück. Mehr als 130 Mio. Kilowattstunden Fernwärme werden an die Lemgoer Haushalte und Unternehmen geliefert. Das gesamte Lemgoer Innenstadtgebiet ist weitgehend an das Fernwärmenetz angeschlossen.
Die Fernwärme der Stadtwerke Lemgo GmbH verbessert die CO2-Bilanz in Lemgo bis zu 40 % durch die betriebliche Kraft-Wärme-Kopplung und erzeugt so eine gute Klimabilanz.

## Dienstleistungen
Neben der Hauptaufgabe, die Versorgung mit Energie sicherzustellen, nehmen die Stadtwerke Lemgo für die Stadt Lemgo Aufgaben der öffentlichen Daseinsfürsorge wahr. Hierzu zählen der ÖPNV, Parken und der Bäderbereich. Dazu tritt das Unternehmen durch das e·u·z Energie + Umweltzentrum sowie die Elektromobilität in den Vorschein.

## Die Lemgoer Strom-/Wärmeerzeugung
Die Stadtwerke Lemgo GmbH sind offizieller Vorreiter in Nordrhein-Westfalen, wenn es um die klimaschonende Eigenerzeugung geht: 2009 hat das zuständige Landesministerium die Stadt Lemgo zur Modellregion für Kraft-Wärme-Kopplung (KWK) ausgewählt. 2010 wurden die Stadtwerke im Koalitionsvertrag der Landesregierung als Musterstadtwerk benannt.

## Regenerative Energien (iKWK–System)
Auch das iKWK-System trägt zur CO2-neutralen Fernwärmeversorgung bei. Im Heizkraftwerk-Mitte wurde 2020 die 9,2-MW-Gasturbine aus dem Jahr 1980 demontiert und durch drei 2,5 Megawatt-Gasmotoren ersetzt, die nicht nur einen höheren elektrischen Wirkungsgrad aufweisen, sondern auch eine höhere Gesamteffizienz. Allein durch die neuen Motoren wird der Kohlenstoffdioxid-Ausstoß an diesem Standort halbiert.
iKWK heißt „innovative Kraft-Wärme-Kopplung“ und damit ist gemeint, dass zusätzlich zu der Wärmeerzeugung der fossilen KWK-Anlage, ein Anteil in Höhe von mindestens 40 % der KWK-Wärme mit erneuerbaren Wärmeerzeugern hergestellt werden muss.

## Klimaschutzkonzept
Die CO2-Emissionen in Lemgo sollen bis 2035 um 90 % gegenüber 1990 reduziert werden – so sieht es das 3. Lemgoer Klimaschutzkonzept vor.
Im Zuge dessen werden die gesamten Strom- und Wärmemengen für Lemgo vor Ort erzeugt. Dafür sind neben der Solarthermieanlage (iKWK) und den Großwärmepumpen-Anlagen weitere Erzeugungsanlagen notwendig. Dabei wird unter anderem die Fernwärmeversorgung ausgebaut. Der Transformationsplan Fernwärme sieht vor, dass bis 2028 58 % der Fernwärme aus erneuerbarer Energie gewonnen werden soll. Somit sollen sich alle Haushalte im historischen Stadtkern an CO2-neutrale Fernwärme anschließen lassen können. Ferner wird das Fernwärmegebiet in Richtung Brake erweitert.
In den nächsten Jahren werden die Stadtwerke auch das Konzept „Klimaneutrale Ortsteile“ erstellen. Denn ab 2024 sollen im Außenbereich nur noch klimagerechte Heizungsanlagen installiert werden, neue Gasleitungen werden nicht mehr verlegt.

## Ausbildung
Die Stadtwerke Lemgo GmbH sind ein Ausbildungsbetrieb mit vielen verschiedenen Ausbildungsberufen im kaufmännischen und technischen Bereich.

### Kaufmännische Ausbildungsberufe
- Kaufmann für Büromanagement[9]
- Kaufmann für Marketingkommunikation[10]
- Kaufmann für IT-System-Management[11]

### Technische Ausbildungsberufe
- Anlagenmechaniker für Sanitär-, Heizungs- und Klimatechnik[12]
- Elektroniker für Betriebstechnik[13]
- Fachangestellter für Bäderbetriebe[14]

## Regionalität
Die Stadtwerke Lemgo GmbH engagieren sich für Projekte für die Gemeinschaft in Lemgo. Der Lemgoer Sommertreff oder die Veranstaltung „Lemgo macht ein Fass auf“ werden am 1. Mai unterstützt. Darüber hinaus fördern die Stadtwerke Lemgo GmbH die Bildungsarbeit in den Lemgoer Kitas und Schulen. Im Rahmen der Ausstellungen im „Mittelpunkt“ (innovatives Zentrum) werden Kitas und Kindergärten mithilfe der Lippe Bildung eG beispielsweise zu naturwissenschaftlichen Experimenten der Stiftung „Haus der kleinen Forscher“ eingeladen. Schülerinnen und Schüler finden in ihrer Berufsfindung Unterstützung und stellen Medien für die Bildungsarbeit bereit. Auch Wettbewerbe werden regelmäßig von den Stadtwerke Lemgo GmbH ausgelobt, die dazu anregen, sich mit den Themen Klima, Energie und Wasser zu beschäftigen. Im sportlichen Bereich wird unter anderem der Stadtsportverband unterstützt. In Kooperation mit den DRK-Offenen Ganztagsschulen (OGS) bieten die Stadtwerke Lemgo GmbH zudem die Schwimmkurse in den Sommerferien an.